# Maciej Będziński
Maciej Będziński (ur. 29 stycznia 1981) – polski duchowny rzymskokatolicki, kapłan diecezji radomskiej, kanonik honorowy Kapituły Ostrobramskiej w Skarżysku-Kamiennej, doktor teologii, działacz misyjny, sekretarz krajowy Papieskiego Dzieła Rozkrzewiania Wiary oraz Papieskiego Dzieła św. Piotra Apostoła w Polsce (2014-2021), Dyrektor Papieskich Dzieł Misyjnych w Polsce (od 2021).

## Życiorys
Urodził się jako najmłodszy z trzech synów Marianny i Mariana Będzińskich. Po ukończeniu szkoły średniej w Radomiu wstąpił do Wyższego Seminarium Duchownego w Radomiu, gdzie uzyskał tytuł magistra teologii z przygotowaniem pedagogicznym. Święcenia kapłańskie przyjął 27 maja 2006 z rąk arcybiskupa Zygmunta Zimowskiego.
Po ośmiu latach pracy duszpasterskiej jako wikariusz, w 2014 roku rozpoczął pracę w dyrekcji krajowej Papieskich Dzieł Misyjnych w Polsce. W tym samym roku obronił doktorat na Uniwersytecie Kardynała Stefana Wyszyńskiego w Warszawie na podstawie rozprawy pt. Personalistyczny wymiar misjologii Jana Pawła II. Ukończył również studia podyplomowe z kierownictwa duchowego oraz warsztaty dla rzeczników prasowych instytucji kościelnych.
Jest członkiem m.in. Stowarzyszenia Misjologów Polskich, Stowarzyszenia Naukowego Personalizm, zarządu Stowarzyszenia Żywy Różaniec oraz moderatorem Ruchu Światło–Życie dla studentów z diecezji radomskiej mieszkających w Warszawie.
W czasie formacji seminaryjnej był zaangażowany w działalność misyjną – m.in. jako prezes Kleryckiego Koła Misyjnego i współorganizator wydarzeń misyjnych. Jako sekretarz krajowy odwiedzał placówki misyjne m.in. w Zambii, Gabonie, Senegalu, Tanzanii, na Kubie, Filipinach i Madagaskarze.